# Casa forestal
Una casa forestal és un tipus d'edifici situat en àrees forestals o en zones rurals properes als boscos. També és coneguda com a caseta forestal o caseta de guarda forestal. Aquestes construccions tenen diversos propòsits i funcions relacionades amb la gestió i protecció dels boscos.
Les característiques i funcions d'una casa forestal:
1. Ubicació: Les cases forestals es troben generalment en zones estratègiques dins d'una àrea forestal. Poden estar situades prop de camins forestals, rius o altres llocs que siguin accessibles i proporcionin una visió panoràmica de l'àrea.
2. Vigilància i control: Una de les funcions principals d'una casa forestal és facilitar la vigilància i el control de l'àrea forestal. Les persones encarregades de la gestió forestal o de la protecció contra incendis utilitzen aquestes cases com a punt de control per supervisar l'estat dels boscos, detectar incendis forestals o altres problemes i prendre les mesures pertinents.[1]
3. Habitatge del personal: En algunes cases forestals, s'assigna personal com a guardes forestals o treballadors forestals perquè hi visquin. Aquests professionals s'encarreguen de patrullar l'àrea, fer tasques de prevenció d'incendis, gestionar els recursos naturals i proporcionar informació als visitants.
4. Magatzem i equipament: Les cases forestals poden disposar d'un petit magatzem per emmagatzemar eines, equipament de lluita contra incendis, materials de reparació i altres recursos necessaris per a la gestió forestal.[1]
5. Punt d'informació: En algunes ocasions, les cases forestals poden servir com a punt d'informació per a visitants i excursionistes que desitgin conèixer més sobre l'àrea forestal, les rutes de senderisme o altres activitats relacionades amb la natura.[2][3]
6. Refugi d'emergència: En situacions d'emergència, com ara incendis forestals o accidents, les cases forestals poden servir com a refugi temporal per a les persones que es trobin a l'àrea. També poden ser fetes servir per a la coordinació d'operacions d'emergència i com a base per a l'organització de recursos addicionals.[1]

En resum, una casa forestal és un edifici situat en àrees forestals que té com a funcions principals la vigilància, el control, la gestió i la protecció dels boscos. També pot ser un punt d'informació per als visitants i un refugi en situacions d'emergència.